# Wegenstedter Teich
Der Wegenstedter Teich ist ein Teich der westlich des Marktfleckens Calvörde im Landkreis Börde in Sachsen-Anhalt liegt.
Der von einem Anglerverband bewirtschaftete Teich beinhaltet Aale, Barsche, Hechte und Karpfen. Mit einer Fläche von etwa 0,1 ha gehört der Wegenstedter Teich zu den kleinsten Angelgewässern Sachsen-Anhalts. Um den Teich befindet sich eine kleine Grünanlage.
Nördlich des Teichs sind noch Spuren der ehemaligen Kleinbahnstrecke Wegenstedt-Calvörde zu finden, westlich liegt der Turm des ehemaligen Kalkstandsteinwerks von Calvörde, südlich liegt der Silbersee und im Osten liegt der Marktflecken Calvörde.